# Touroyo
Le touroyo ou turoyo (en syriaque : ܛܘܪܝܐ) est un dialecte de l'araméen faisant partie de la branche néo-araméen central occidental avec le mlahso. Il est traditionnellement parlé dans le sud-est de la Turquie, soit la région de Mardin (Tur Abdin : la montagne des serviteurs de Dieu), ainsi que dans le nord-est de la Syrie, soit la région de Hassaké (Zalin).
Le mot touro veut dire « montagne », le touroyo est la langue montagnarde du Tur Abdin et est parlé majoritairement par les membres de l'Église syriaque orthodoxe.
Le Tur Abdin compte près d'une trentaine de villages avec comme ville principale Midyat et par la force des choses, plusieurs dialectes du touroyo existent, celui de Midyad, de Midin, de Kfarze, de Iwardo, de Enhil et ceux des villages de Bagoke (confédération de sept villages).
Le touroyo est classé dans le groupe des dialectes néo-syriaques.